# همیلتون، نیوجرسی
همیلتون (به انگلیسی: Hamilton) شهری در ایالت نیوجرسی کشور ایالات متحده آمریکا است که جمعیت آن در سرشماری سال ۲۰۱۰ میلادی، ۸۸٬۴۶۴ نفر بوده‌است.